# Sečila
Sečíla (tudi mokríla ali uropoétski sistem) so organski sistem, ki proizvaja in odvaja seč in zajema ledvici, ledvična meha, sečevoda, sečni mehur in sečnico.

## Fiziologija

### Ledvice
Človek ima dve ledvici, ki ležita v trebušni votlini retroperitonealno in posteriorno glede na prebavila. Ledvice obdaja perirenalno maščevje, nad vsako ledvico pa leži po ena nadledvičnica. V ledvice priteče po ledvičnih arterijah 25 % minutnega volumna srca (1,25 L/min); poglavitna naloga ledvic je filtracija vodotopnih odpadnih snovi iz krvi v seč. V ledvicah poteka koncentriranje seča. Imajo poglavitno vlogo pri uravnavanju koncentracije elektrolitov v krvi ter vzdrževanju pH ravnovesja. Človek dnevno izloči povpečno 1,5 L seča, vendar je prostornina odvisna od številnih dejavnikov.

### Sečevod
Sečevod je sečno izvodilo, ki se začne v ledvičnem mehu ter se konča v sečnem mehurju. Vstopišče sečevoda v sečni mehur se imenuje sečevodovo ustje.

### Sečni mehur
Sečni mehur je votel organ v sprednjem delu medenice. Njegova naloga je skladiščenje seča. V praznem stanju se skrči, poln mehur pa je balonaste oblike. 500 mL seča lahko zadrži 2-5 ur. V normalnih razmerah je okolje v mehurju sterilno. 
Iztok seča v sečnico uravnava mišica ožilka sečnega mehurja.

### Sečnica
Končni odsek sečil predstavlja sečnica. V sečnici se distalno od zunanjega sfinktra sečnice običajno nahajajo komenzalne bakterije. Sečnica se pri ženskah konča v nožničnem preddvoru, pri moških pa na koncu glavice penisa.

## Bolezni

### Bolezni ledvic
- akutna odpoved ledvic
- kronična odpoved ledvic
- rak
- vnetje ledvičnega meha
- nefritis
- ciste
- ledvični kamni

### Neledvične bolezni sečil
- okužbe sečnih poti
- cistitis
- sečni kamni
- inkontinenca
- tumorji